# 메사로시 에스테르
메사로시 에스테르(헝가리어: Mészáros Eszter, 2002년 6월 29일~)는 헝가리의 사격 선수로 주 종목은 소총이다. 2020년과 2024년 하계 올림픽에 참가했으며, 2023년 유러피언 게임에서 페클레르 절란과 함께 10m 공기소총 혼성 단체전에서 금메달을 획득하며 대회 첫 금메달리스트가 되었다. 